# Кафедральний собор Успіння Пресвятої Богородиці (Луцьк)
Кафедральний Собор Успіння Пресвятої Богородиці — православний храм, що споруджується в місті Луцьку на перехресті проспекту Відродження та вулиці Єршова.
На початку 90-х було виділено ділянку та освячено місце будівництва майбутнього храму. На ділянці встановлено хрест та плиту з надписом:
| на Цьому місці буде споруджено Кафедральний Собор Успіння Пресвятої Богородиці Української Автокефальної Незалежної Православної Церкви Освячення місця звершив єпископ Луцький і Володимир-Волинський Миколай 16 липня 1991 року Божого |

На цій ділянці в 1991—1997 рр. була збудована й діє Церква Святого Миколая Чудотворця (Луцьк).

## Будівництво
2008 р. — вирито котлаван.
Станом на 2011 рік — залито фундамент.